# Ferdinand Kowarz
Ferdinand Kowarz (1838, Planá - 1914, Marianske Lazne), was een Boheems-Oostenrijks entomoloog.
Kowarz was een ambtenaar op een postkantoor. Om zijn inkomen aan te vullen verkocht hij collecties van diptera aan andere natuuronderzoekers in hetzelfde veld. Kowarz beschreef vele nieuwe soorten van diptera, vooral uit Midden-Europa.

## Publicaties
- 1867 Beschreibung sechs neuer Dipteren-Arten. Verh. zool. bot. Ges. Wien, 17: 319-324, 4 figs.
- 1868 Dipterologische Notizen II. Verh. zool. bot. Ges. Wien., 18: 213-222
- 1868 Dipterologische Notizen II. Verh. zool. bot. Ges. Wien., 18: 213-222.
- 1869 Beitrag zur Dipteren fauna Ungarns. Verh. zool. bot. Ges. Wien., 19: 561- 566.
- 1874 Die Dipteren-Gattung Chrysotus Meig. Verh. zool. bot. Ges. Wien., 24: 453-478 + 1 pl.
- 1878 Die Dipteren-Gattung Medeterus Fischer. Verh. zool. bot. Ges. Wien., 27 (1877): 39-76, 24 figs.
- 1879 Die Dipteren-Gattungen Argyra Macq. und Leucostola Lw. Verh. zool. bot. Ges. Wien., 28 (1878): 437-462, 26 figs
- 1880 Die Dipterengattung Lasiops Mg. ap Rd., ein Beitrag zum Studium der europäischen Anthomyiden. Mitt. Münch. ent. Ver., 4: 123-140.
- 1882 Eine neue Art der Dipteren-Gattung Leucostola Lw. Wien. Ent. Zeitg., 1: 32-33.
- 1883 Beiträge zu einem Verzeichnisse der Dipteren Böhmens I. -III. Wien. Ent. Zeitg., 2: 108-110 (I), 168-170 (II), 241- 243 (III) .*.
- 1883 Contributiones ad faunam Comitatus Zemplémensis in Hungaria superiore. Diptera Comitatus Zempléniensis collectionis Dies Cornelli Chyzer. Mag. orvos. term., 22: 233-246.
- 1884 Beiträge zu einem Verzeichnisse der Dipteren Böhmens IV. Wien. Ent. Zeitg., 3: 45-57.
- 1885 Mikianov. gen. Dipterorum. Wien. Ent. Zeitg.., 4: 51-52.
- 1885 Beiträge zu einem Verzeichnisse der Dipteren Böhmens VI. Wien. Ent. Zeitg.., 4: 105-108, 133-136, 167-168, 201-208, 241-244.
- 1887 Beiträge zu einem Verzeichnisse der Dipteren Böhmens VI. Wien. Ent. Zeitg., 6: 146-154.
- 1889 Die europäischen Arten der Dipteren-Gattung SympycnusLw. Wien. Ent. Zeitg., 8: 175-185.
- 1894 Catalogus insectorum faunae bohemicae. -II. Fliegen (Diptera) Böhmens. Prag, 42 pp